# Rytis Pipiras
Rytis Pipiras (Radviliškis, 9 april 1995) is een Litouws basketballer.

## Carrière
Pipiras speelde in de jeugd van KK Radviliškis. Pipiras maakte zijn debuut in de Litouwse tweede klasse bij KK Perlas Vilnius in het seizoen 2013/14. Hij speelde bij de club tot in 2016 toen hij overstapte naar eersteklasser KK Šiauliai waar hij twee seizoenen speelde. In zijn tweede seizoen werd hij ook uitgeleend aan tweedeklasser KK Tauragė. Van 2018 tot 2019 speelde hij opnieuw in de Litouwse tweede klasse ditmaal voor KK Delikatesas. In het seizoen 2019/20 speelde hij voor de Duitse eersteklasser s. Oliver Würzburg. Na een seizoen tekende hij bij de Duitse tweedeklasser Panthers Schwenningen waar hij ook een seizoen speelde.
In 2021 tekende hij bij de Hongaarse eersteklasser Nyíregyháza BS en speelde er een seizoen. In de zomer van 2022 tekende hij in de Belgische competitie bij eersteklasser Brussels Basketball maar verliet de club al in december 2022 en keerde terug naar Nyíregyháza BS waar hij de rest van het seizoen uitspeelde. Hij speelde in het seizoen 2023/24 voor de Duitse tweedeklasser Baskets Koblenz. In de zomer van 2024 tekende hij bij de Hongaarse eersteklasser BC Körmend.